# Арсам (сын Артаксеркса II)
Арсам (др.-перс. Aršāma; IV век до н. э.) — один из сыновьей персидского царя Артаксеркса II

## Биография
Когда Артаксеркс II состарился, то при дворе началось соперничество партий, поддерживавших разных претендентов на престол из числа царевичей. Сначала был казнён за составление заговора ранее объявленный наследником Дарий — старший сын Артаксеркса. Затем в результате интриг покончил с собой следующий по старшинству Ариасп. Победителем в результате оказался младший из законных сыновей царя от Статиры — будущий Артаксеркс Ох,
Однако у Артаксеркса II было также множество побочных детей. Из них Арсам «славился умом и был особенно мил и дорог отцу, о чем Ох отлично знал». Престарелый царь, горько оплакав своего второго сына, догадывался о том, кто повинен в гибели Ариаспа, «но, по старости лет, был не в состоянии расследовать дело до конца. Тем горячее полюбил он теперь Арсама и открыто выказывал ему величайшее доверие».
Поэтому Ох подговорил Арпата, сына бывшего сатрапа Ионии Тирибаза, убить Арсама. Артаксеркс II, сломленный всеми последними ужасными событиями, «узнав о страшной участи Арсама, в самый короткий срок угас от печали и горя».